# Posiołok (stacja kolejowa)
Posiołok (ros. Посёлок) – stacja kolejowa w miejscowości Wyrica, w rejonie gatczyńskim, w obwodzie leningradzkim, w Rosji. Stacja krańcowa linii Petersburg – Wyrica – Posiołok.
Jest stacją końcową dla składów petersburskiej kolei podmiejskiej, odjeżdżających z Dworca Witebskiego.